# Раштикис, Стасис
Стаси́с Ра́штикис (лит. Stasys Raštikis 13 сентября 1896, Куршенай около Шяуляя — 3 мая 1985, Лос-Анджелес) — литовский генерал, главнокомандующий, активист литовской эмиграции в США, журналист.

## Биография

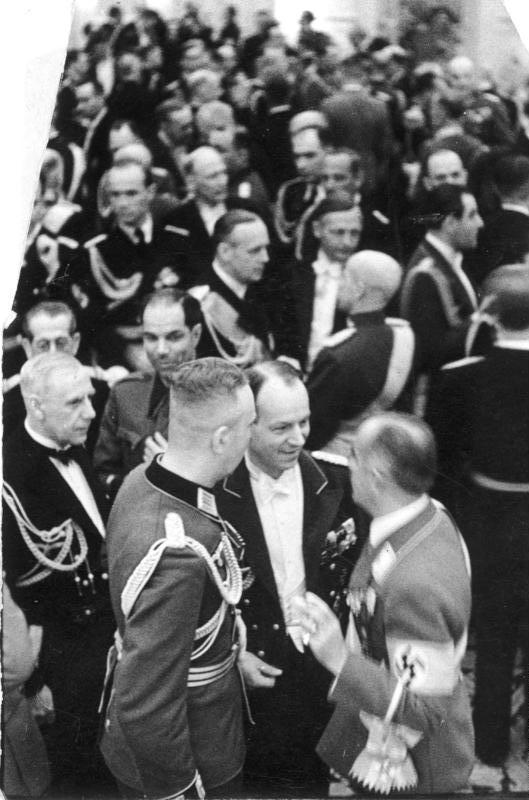
Генерал Раштикис в берлинском отеле «Кайзерхоф» разговаривает с министром иностранных дел Германии Иоахимом фон Риббентропом и адмиралом Вильгельмом Канарисом. 21 апреля 1939 года

Окончил начальную школу в Дукштасе, затем Зарасайскую прогимназию. В 1915 году записался добровольцем в Российскую императорскую армию. Участвовал в Первой мировой войне, в боях в Литве, Галиции, Румынии и на Кавказе. В 1917 году окончил Тифлисское военное училище и до окончания войны находился на Кавказском фронте.
Весной 1918 года вернулся в Литву и поступил в католическую духовную семинарию города Каунаса.
С 1919 года — доброволец литовской армии, офицер 1-й роты 5-го пехотного полка. Активно участвовал в боях с поляками и Красной Армией в р-нах Зарасай, Жежмаряй, Дусетос, Вевис, Авиляй, Даугавпилс (Латвия). В боях с Красной Армией был дважды тяжело ранен. После второго ранения попал в плен, содержался в лагере под Тулой, в московских тюрьмах.
В 1921 году, после обмена пленными, вернулся в Литву и продолжил службу в том же 5-м пехотном полку имени Великого князя Литовского Кейстута. В 1928 году был взят на службу в Генштаб, получил звание майора.
В период с 1925 по 1929 год он учился на отделении ветеринарии в Университете Витаутаса Великого в Каунасе, затем до 1932 в германской военной академии. После завершения обучения быстро рос по службе — сначала был заместителем командира 3-го пехотного полка, затем — командиром 5 пехотного полка, начальником штаба 3-й дивизии, возглавлял разведотдел генштаба.
В 1934 году стал начальником Генерального штаба. 23.11.1934 — полковник, в 1937 году президент Сметона присвоил ему чин бригадного генерала.
С января 1935 по 22 апреля 1940 года он был главнокомандующим литовской армией. С 24 марта по 5 декабря 1938 года также выполнял функции министра обороны страны. В октябре 1939 года в составе литовской делегации отправилься в Москву для подписания Договора с СССР.
В 1940 году после освобождения от должности министра обороны стал ректором Военной академии Витаутаса Великого.
После включения Литвы в состав Советского Союза исполнял обязанности командира 29-го территориального стрелкового корпуса. С декабря 1940 в отставке. Под угрозой ареста 19 марта 1941 эмигрировал в Германию,
23 июня 1941 года вернулся в Литву, был министром обороны в непризнанном временном правительстве Литвы (до 5 августа 1941), позже работал в военном музее Каунаса. В 1944 году уехал в Германию. После войны был в лагерях Регенсбурга и Шейнфельда.

## В эмиграции
В 1949 году переселился в США, до 1951 был рабочим на фабрике. С 1951 по 1952 преподавал русский язык в университете Сиракуз, в 1952—1955 годах был председателем Совета Литовцев Америки, Общего Фонда Литовцев Америки. С 1955 года преподавал в высшей военной школе языков, с 1963 года — профессор. В 1968 году ушёл на пенсию, работал журналистом.

## Память

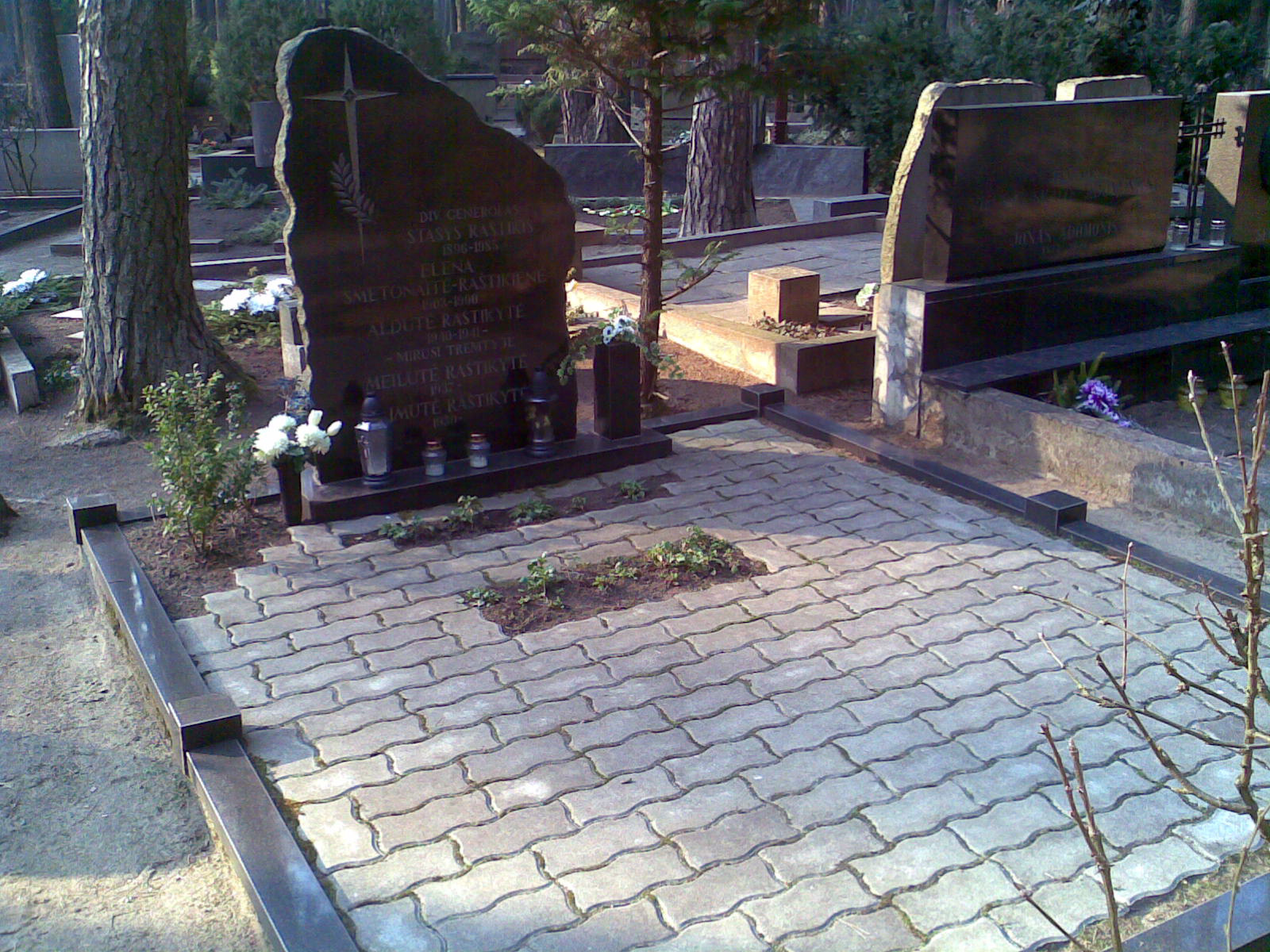
Могила генерала Раштикиса на кладбище в Каунасе.

Генерал Раштикис скончался в 1985 году и был похоронен в Лос-Анджелесе. В 1993 году его останки был перевезены в Литву и перезахоронены на Петрашюнском кладбище.

## Семья
29 июня 1929 Раштикис женился на Елене Сметонайте, дочери брата президента Литвы Антанаса Сметоны. В мае 1941 была арестована и заключена в каунасской тюрьме строгого режима. Была осуждена к вывозу в лагерь в Казахстане. После нападения Германии на СССР была освобождена из тюрьмы литовскими повстанцами. По выходе из тюрьмы узнала что трое её детей, (1 год, 4 и 11 лет) вместе с её 80-летними родителями были вывезены в Сибирь.

## Труды
С. Раштикис написал пять книг на военные темы и воспоминания
- «В боях за Литву» («Kovose dėl Lietuvos», 2 части),
- «События и люди» («Įvykiai ir žmonės», 3 тома),
- «По дорогам судьбы Литвы» («Lietuvos likimo keliais», 4 тома),

и более тысячи статей в американской литовской прессе: «Karo archyve», «Mūsų žinyne», «Karyje», «Trimite», «Lietuvių archyve», «Dirvoje», «Tėvynės sarge»

## Награды
- Орден Креста Витиса V степени (1919)
- Орден Витаутаса Великого II степени со звездой
- Орден Великого князя Литовского Гядиминаса III степени (1928)
- Медаль Добровольцев-создателей Войска Литовского
- Медаль Независимости Литвы
- Звезда Стрелков
- Медаль звезды Стрелков
- серебряная и бронзовая? медаль за освобождение Клайпеды
- медаль в честь 20-летия союза Стрелков
- Орден Серого волка литовской Организации скаутов
- Знак союза пожарных I степени
- французский Орден Почётного легиона II степени со звездой
- шведский Орден Вазы III степени
- шведский Орден Меча
- английская медаль в память коронации Георга VI — 1937 год.
- финский крест шюцкора
- эстонский Орден Орлиного креста I степени со звездой (1939).
- латвийский Орден Трёх Звёзд I степени со звездой
- латвийский Крест Заслуг айзсаргов
- латвийская медаль 10 лет независимости
- польский Орден Возрождения Польши — Большой Крест